# Riga (distrito)
Rīga (Letão: Rīgas rajons) é um distrito da Letônia localizado na região de Riga. Sua capital é a cidade de Rīga.
Limita-se com o golfo de Riga ao norte e, no sentido anti-horário, Tumkuns, Jelgava, Bauska, Ogre, Cēsis e Limbaži.
Rīga é um dos maiores distritos da Letônia, possui importância estratégica e também o maior poder econômico e melhor infraestrutura do país.

## Geografia
Existem 132 lagos no distrito e os maiores são: Babītes ezers, Lielais Baltezers, Mazais Baltezers, Dūņu ezers e Lilastes ezers.
O distrito é cortado pelos três maiores rios da Letônia, Daugava, Lielupe e Gauja.

## Cidades
As cidades de Rīga e Jūrmala estão localizadas no interior do distrito, porém, possuem administração independente. Além destas cidades, as maiores são:
- Salaspils: próxima a Rīga, abriga muitos institutos de pesquisa;
- Olaine: um centro de indústria química;
- Sigulda: principal atração turística com belas paisagens e um castelo do século XIII.
- Baldone
- Baloži
- Saulkrasti
- Vangaži